# Porto Alegre
Porto Alegre er en brasiliansk by i den sydlige del af landet, administrativt center og største by i delstaten Rio Grande do Sul.
Med 1.332.845(2022) indbyggere og 3.895.168 indbyggere med forstæder (2010), er den landets tiendestørste by og det fjerdestørste byområde.
Bystyret har siden 1990 praktiseret en form for direkte demokrati, der har vakt global opmærksomhed.
Porto Alegre er kendt for sine antiglobaliseringsmøder, kaldet World Social Forum, hvis første tre møder, i 2001, 2002 og 2003 blev holdt i byen som svar på World Economic Forums samtidige møder i Davos.

## Klima
| Vejr for Porto Alegre   | Vejr for Porto Alegre | Vejr for Porto Alegre | Vejr for Porto Alegre | Vejr for Porto Alegre | Vejr for Porto Alegre | Vejr for Porto Alegre | Vejr for Porto Alegre | Vejr for Porto Alegre | Vejr for Porto Alegre | Vejr for Porto Alegre | Vejr for Porto Alegre | Vejr for Porto Alegre | Vejr for Porto Alegre |
|                         | Jan                   | Feb                   | Mar                   | Apr                   | Maj                   | Jun                   | Jul                   | Aug                   | Sep                   | Okt                   | Nov                   | Dec                   | År                    |
| ----------------------- | --------------------- | --------------------- | --------------------- | --------------------- | --------------------- | --------------------- | --------------------- | --------------------- | --------------------- | --------------------- | --------------------- | --------------------- | --------------------- |
| Gennemsnitlig maks °C   | 30                    | 30                    | 28                    | 25                    | 22                    | 19                    | 19                    | 20                    | 22                    | 24                    | 27                    | 29                    | 25                    |
| Gennemsnitlig min °C    | 20                    | 21                    | 19                    | 16                    | 13                    | 11                    | 11                    | 11                    | 13                    | 15                    | 17                    | 19                    | 16                    |
| Gennemsnitlig nedbør mm | 99                    | 109                   | 104                   | 86                    | 94                    | 132                   | 122                   | 140                   | 140                   | 114                   | 104                   | 102                   | 1.346                 |
| Kilde: TWC              |                       |                       |                       |                       |                       |                       |                       |                       |                       |                       |                       |                       |                       |